# Solamente vos
Solamente vos – argentyńska telenowela z 2013 roku, wyprodukowana przez Pol-ka Producciones. W rolach głównych występują: Natalia Oreiro i Adrián Suar. Serial był nadawany przez El Trece od 21 stycznia 2013.

## Obsada
- Adrián Suar - Juan Cousteau
- Natalia Oreiro - Aurora Andrés
- Lali Espósito - Daniela Cousteau
- Eugenia Suárez - Julieta Cousteau
- Muriel Santa Ana - Ingrid
- Claudia Fontan - Michelle
- Juan Minujin - Félix Month
- Alberto Martin - Orlando Andrés
- Ana Maria Picchio - Rosita
- Arturo Puig - Lautaro Cousteau
- Marcelo De Bellis
- Peto Menahem
- Marina Bellati
- Laura Cymer
- Coraje Avalos
- Angela Torres - Mora Cousteau
- Joaquín Flemmini
- Fabiana García Lago
- Lola Poggio - Luli Cousteau
- Graciela Tenembahuem
- Thiago Batistuta - Sebastian